# Élise Daoust

Élise Daoust (2 novembre 1983 - ) est une canadienne championne d'escrime et une femme d'affaires d'Outremont. Elle est la candidate bloquiste dans la circonscription Outremont pour les élections canadiennes de 2011. 
Elle s'est illustrée aux championnats du Commonwealth en 2006 à Belfast lorsqu'elle a remporté l'or; elle remporte également l'argent lors de la compétition par équipe lors des jeux panaméricains de 2007. 
Outre son engagement politique qui remonte à 2006, elle est propriétaire d'une glacerie sur la rue Bernard, en plein cœur d'Outremont.